# 層雲峡温泉

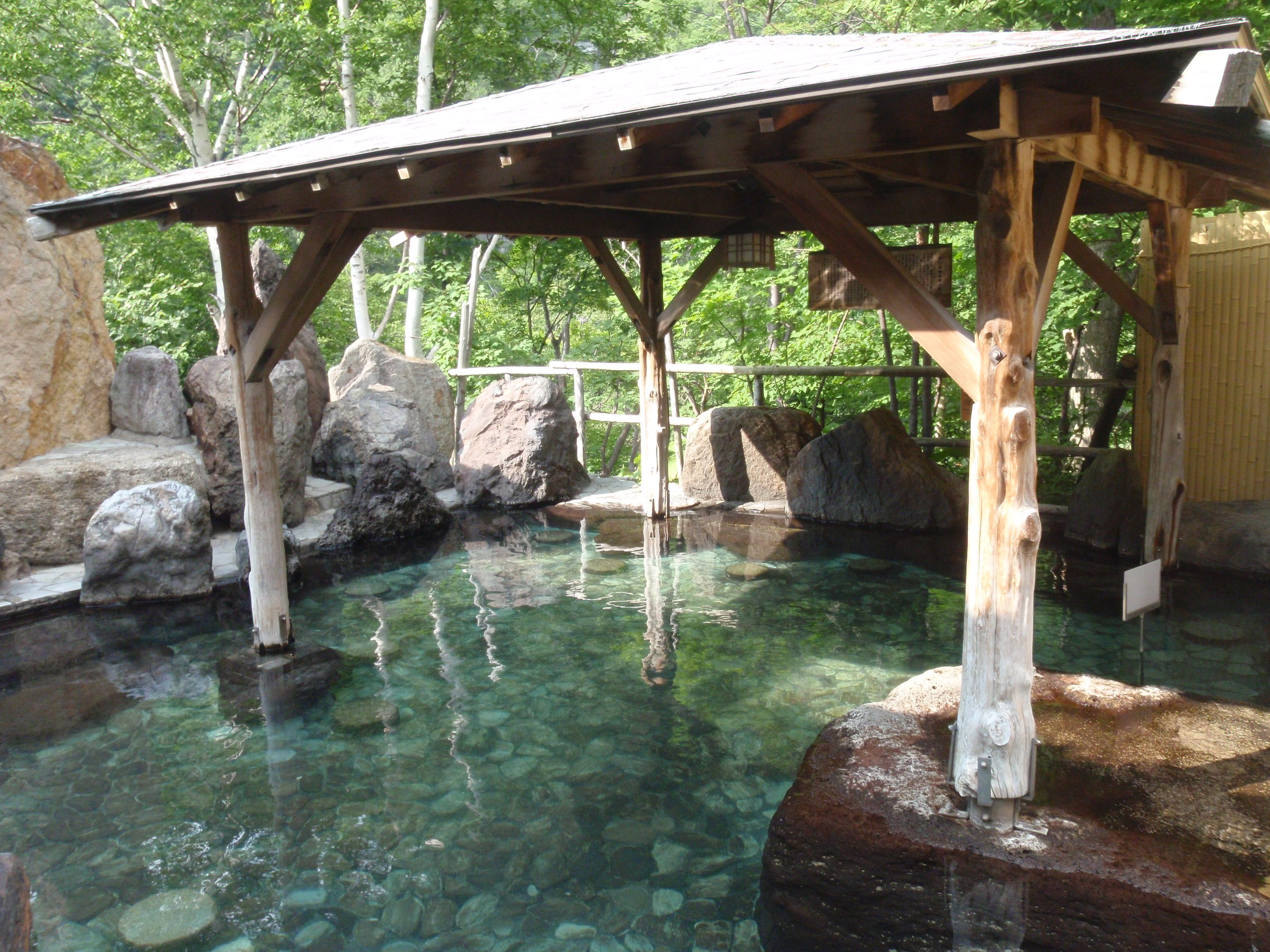
層雲峡温泉の露天風呂

層雲峡温泉（そううんきょうおんせん）は、北海道上川郡上川町の層雲峡地区にある温泉で、北海道有数の規模を誇る温泉街を形成している。

## 泉質
- 単純温泉
- 硫黄泉

## 温泉街
国道39号沿い、層雲峡の渓谷の底に位置する。15軒のホテル・旅館・民宿・ペンション・ユースホステル、1軒の共同浴場がある。
温泉街の中心部はカナダの山岳リゾートを模した「キャニオンモール」として整備され、他の一般的な温泉街とは異なり欧米風な雰囲気を醸しだしている。
昭和62年度に策定された「上川・層雲峡圏プラン65基本構想」を基に、平成13年度にかけて進められた再開発事業により、建物の色彩・デザインの統一や坂を生かした街並み景観形成が図られた。この取り組みは平成11年度の国土交通大臣表彰 手づくり郷土賞を受賞している。
温泉街の中に環境省の層雲峡ビジターセンターがある。近くには大雪山黒岳スキー場や、大雪山層雲峡・黒岳ロープウェイ、キャンプ場があり、大雪山系への登山基地ともなっている。大雪高原牛（アンガス種と呼ばれるカナダ原産の肉牛）やニジマス、山菜などを使った料理が名物となっている飲食店もある。
毎年冬には「層雲峡氷瀑まつり」が開催され、多くの観光客で賑わっている。台湾などのアジアからの観光客も訪れる。

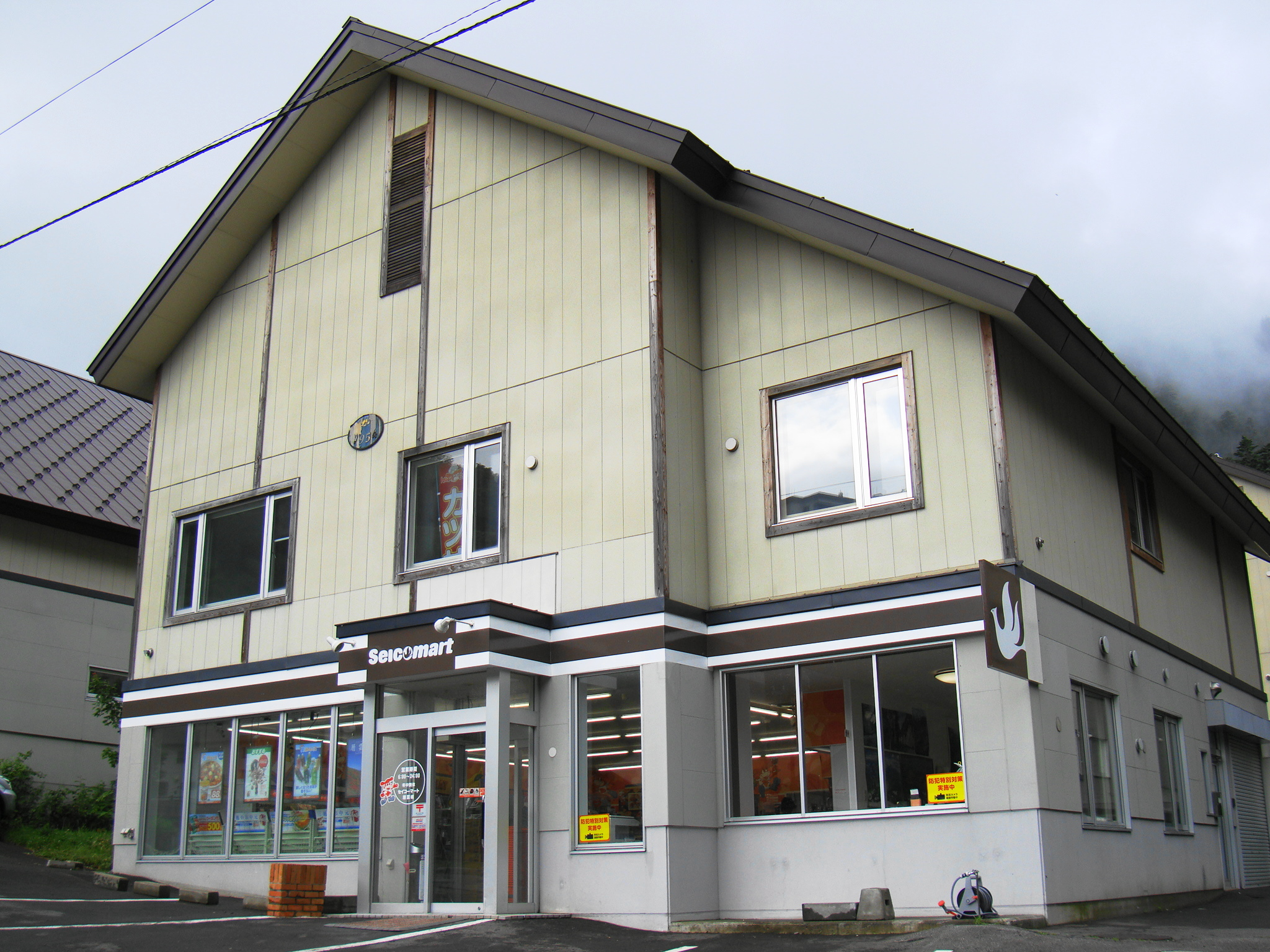
層雲峡のコンビニエンスストア(セイコーマート)

層雲峡温泉街にはコンビニエンスストアもあるが、国立公園内にあるため通常のシンボルカラーではなく景観に調和するような色調が用いられている。コンビニエンスストアにはセイコーマート層雲峡店とセブンイレブン上川層雲峡店があり、このうちセブンイレブン上川層雲峡店は2023年7月24日に一度閉店した。セブンイレブン上川層雲峡店については、その後、アライ商店が経営を承継して2023年12月21日に営業を再開することになった。

## 歴史
幕末期に和人として初めて大雪山系を探索した松田市太郎（江戸幕府石狩役場勤務の足軽）や松浦武四郎らによって温泉が発見された。1900年(明治33年)には塩谷水次郎が温泉を発見して塩谷温泉と名づけられた。1913年(大正2年)には国沢喜右衛門が温泉を発見し、国沢温泉と名づけられた。数軒の温泉宿が営業し、明治・大正期の歌人・大町桂月が大正年間に訪れている。近代的な温泉地としての開湯は1950年代に入ってからであり、温泉名も層雲峡と変更された。温泉地としてだけでなく、スキーリゾートとしても繁栄している。

## アクセス

### 鉄道
- JR北海道石北本線上川駅よりバスで約30分。

### バス

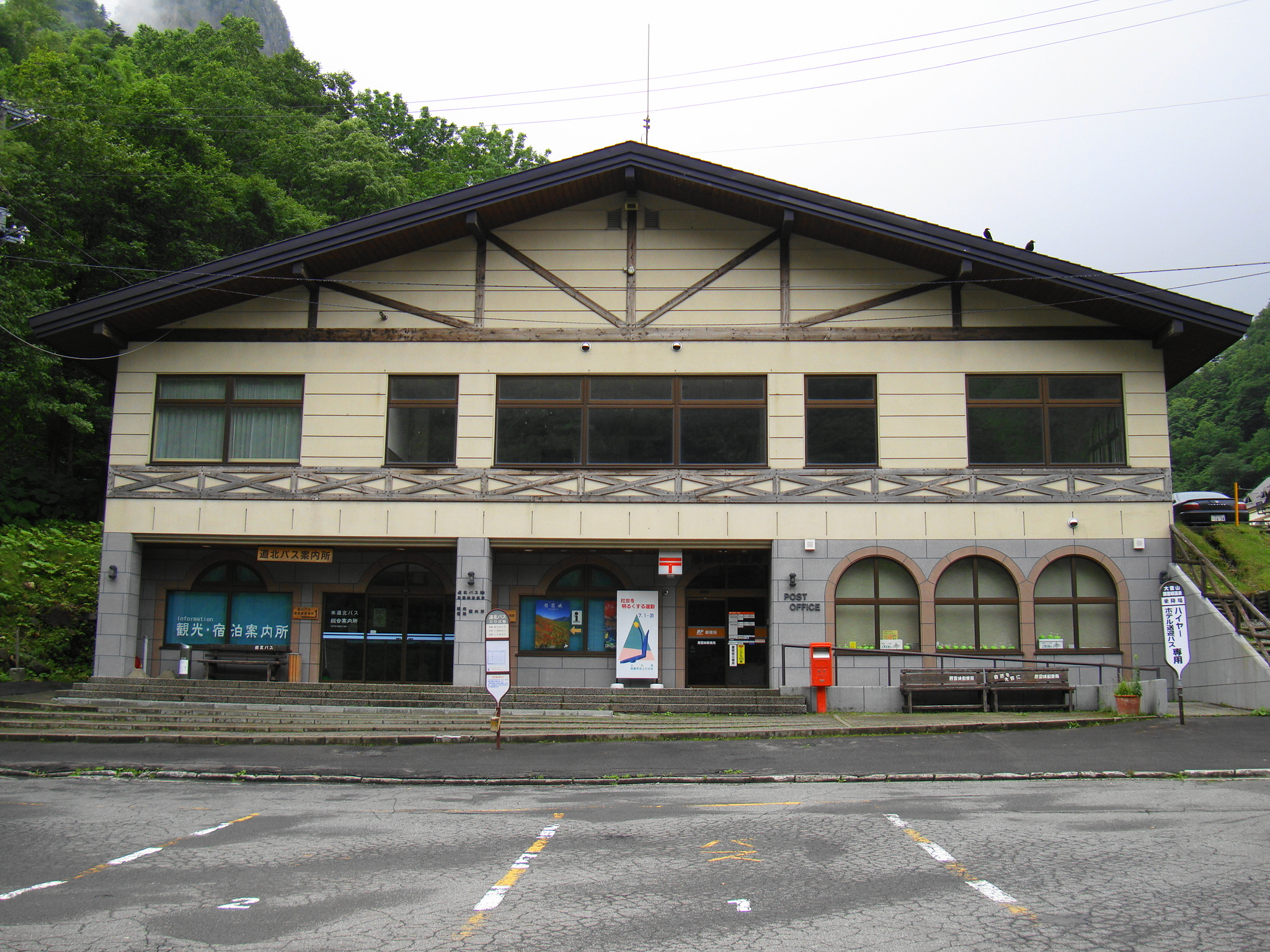
層雲峡観光ビル

道北バスが運行。温泉街入口に位置する層雲峡観光ビル1階に層雲峡出張所を設置。窓口と待合所を備え、案内や予約発券を受け付けていたが、2023年3月31日をもって乗車券の取り扱いを終了した。
- 旭川駅より2時間、上川駅より30分[10]。
- サンライズ号（旧・特急石北号、サンライズ旭川釧路号） 温根湯温泉・北見・阿寒湖温泉・釧路駅方面方面（北海道北見バス、阿寒バスと共同運行）
- ノースライナーみくに号 ぬかびら温泉・帯広駅方面（十勝バス、北海道拓殖バスと共同運行）

※上記の他、周辺観光向けに夏期のみ銀泉台、大雪湖方面へ運行。
- 車で旭川市街から約60km。旭川紋別自動車道・上川層雲峡インターチェンジから国道39号経由。